# Фарас

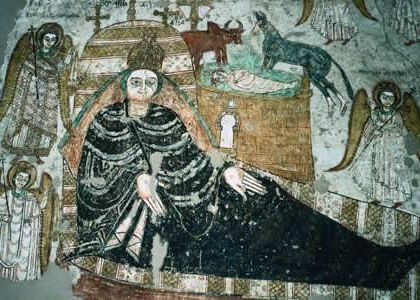
Фреска зі сценой Різдва (X/XI ст.) із Археологічного
музею в Хартумі

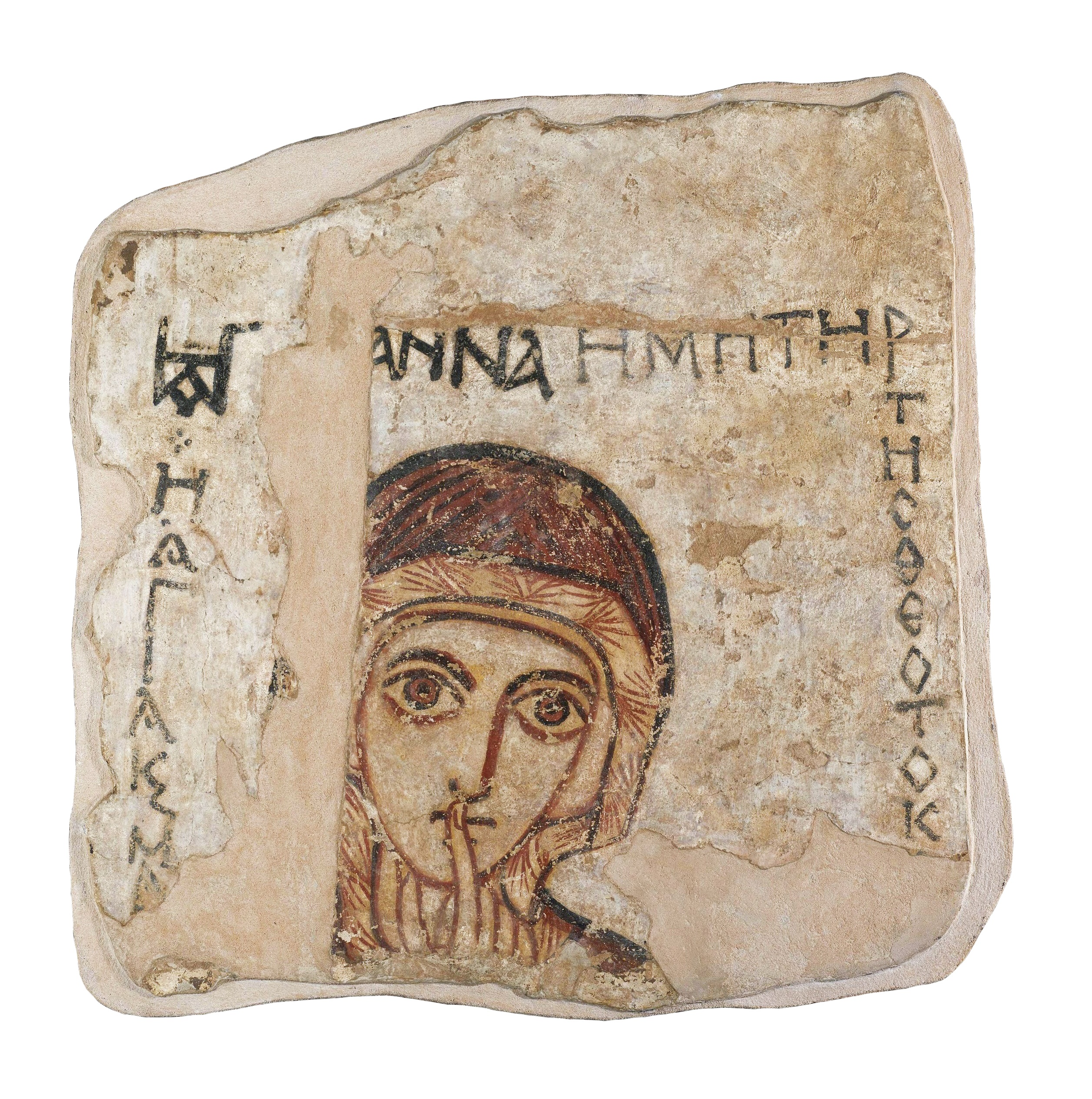
Фреска із зображенням Св. Анни (VIII ст.)

Фарас (також Пахорас, Телль-Фарас, Маріс) — місцевість у північному Судані, нижче за 2-й нільський поріг, поблизу з Ваді-Хальфою, нині затоплена водами озера Насер, яке утворилось в результаті будівництва Асуанської греблі 1960 року.

## Історія
Близько 1900 року до н. е., за часів «єгиптизації» Нубії Стародавнім Єгиптом, на території Фараса була збудована фортеця. Надалі вона — під назвою Ібшек (
| M17 | b | S | k | N25 | N23 |

) — перетворилась на міське поселення з численними храмами, з яких рештки двох, збудованих за часів фараонів XVIII династії Хатшепсут і Тутмоса III (бл. 1500 до н. е.), збереглись до недавніх часів. Намісник Нубії часів Тутанхамона, Хуї, відомий своїм багатим похованням у Фівах, звів там на честь свого фараона святилище.
Богинею-покровителькою Фараса була Хатхор.
З 300 року до н. е. та до близько 300 року н. е. Фарас входив до царства Мерое. У той час він вже мав грецьку назву Пахорас. Правителі Мерое збудували там нову фортецю. Близько 500 року н. е. Фарас став столицею царства Нобатія, одного з «наступників» царства Мерое, що розпалось. Багаті на скарби й цінні археологічні знахідки некрополі Нобадії розташовувались поряд із Фарасом, у містечках Баллана та Квустул.
543 року Фарас, за указом імператриці Візантії Феодори, був християнізований коптськими місіонерами з Єгипту, там було започатковано єпископство. Надалі Фарас як культурно-релігійний центр вчинив значний вплив на розвиток християнської Нубії.

## Археологія
Перші археологічні розкопки були проведено в районі Фараса у 1912–1914 роках експедицією Оксфордського університету.
У зв'язку з загрозою затоплення ще недосліджених пам'яток у 1961–1964 роках поспіхом працювала експедиція польських археологів під керівництвом професора Казімежа Михаловського під егідою ЮНЕСКО. Польські археологи виявили під пісками рештки храму фараона Тутмоса III та ранньохристиянського собору кінця VIII століття. То була тринавна базиліка з нартексом. Також було знайдено монастир, руїни царського палацу, житлові будинки та господарські будівлі.
В руїнах кафедрального собору було знайдено 120 фресок у візантійсько-коптському стилі, написаних технікою «а секко» (на сухій штукатурці) у VIII–XII століттях.
Окрім ликів святих було зображено портрети нубійських царів та єпископів. Були також знайдені 200 написів грецькою, коптською та нубійською мовами, надгробні стели та літургійні предмети.
Серед переданих польській стороні експонатів були 62 настінних живописи (фрески), а також фрагменти архітектурних деталей і кераміка. Решта експонатів, знайдених у Фарасі, зберігаються в археологічному музеї в Хартумі.